# Міжнародна програма еко-маркування Зелений ключ

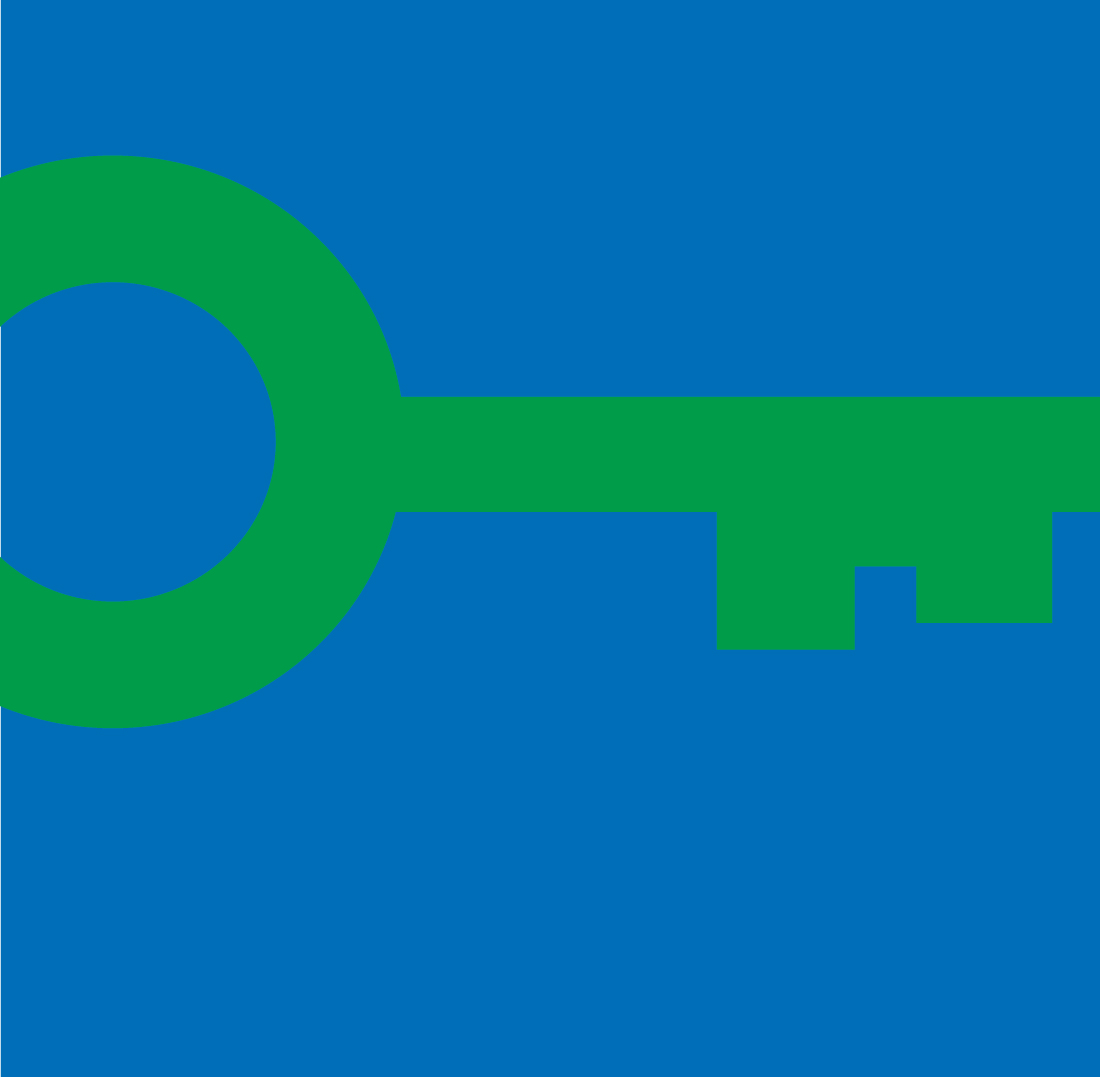

Програма Зелений ключ — перша в світі міжнародна програма еко-маркування для місць розміщення, рекреації і спорту, бізнес і конференц-центрів, вперше запропонований в 1994 р в Голландії. Власник бренду і міжнародний оператор програми — міжнародна громадська організація природоохоронного спрямування (Foundation for Environmental Education, FEE). Національним оператором програми в Україні є ГО «Екологична ініціатива».

## Важливість еко-маркування
В даний час в індустрії подорожей підвищується роль корпоративних клієнтів, представників міжнародного бізнесу, в завдання яких в ході їх візитів в будь-яку країну, входить не тільки здійснення тих чи інших бізнес-проектів, але також і формування сприятливого, «зеленого» іміджу їх компаній. Тому, для корпоративних клієнтів розміщення в готелях, що підтримують ідеологію відповідального бізнесу, є не факультативним, а строго обов'язковим елементом корпоративної етики.
Для туристів — екомаркірованіе об'єкта, вказує на прихильність його менеджменту цінностям охорони навколишнього середовища і приваблює любителів відпочити в таких місцях. Сучасний стиль міського життя повертає нас до усвідомлення цінності Природи і домінуванні її достоїнств над будь-яким комфортом. Відповідно, туристичний, готельний бізнес вже не змушує нас вибирати між природністю і достатнім затишком, поступатися комфортом заради близькості до природи. Еко-готелі, еко-парки, еко-спортцентр — краще втілення цього поєднання. Еко-готелі, еко-парки, еко-спортцентр — це відпочинок від міського життя і стресів, це — можливість зміцнити своє здоров'я в гармонії з природою, використовуючи її розумно і не виснажуючи її ресурсів. У зв'язку з цим, придбання відповідального, екопозітівного іміджу готелем, місцем рекреації або спорт-центром, відкриває для нього можливість впевнено працювати з різними категоріями відвідувачів. Однак, недостатньо додати слово «еко» на початку назви готелю або розважального центру. Навіть при наявності «внутрішньої» екологічної програми на об'єкті, необхідна наявність документа про відповідність вимогам програми екологічного маркування. Це є підтвердженням того, що об'єкт дійсно має екологічну спрямованість і пройшов аудит.

## Філософія програми
Програма Зелений ключ поряд з іншими програмами FEE спрямована на впровадження екологічного менеджменту як компонента соціальної корпоративної відповідальності та екологічної освіти. Екологічний менеджмент означає оптимізацію використання ресурсів. Наприклад, установка енергоефективного освітлення допоможе заощадити від 15 до 25 % вартості енергії, а попереднє ополіскування посуду перед завантаженням в посудомийну машину призведе до економії від 8000 грн на рік (якщо посудомийна машина використовується 4 години на день).
Приєднуючись до Програми, той чи інший об'єкт демонструє свою соціальну відповідальність, бажання просуватися по шляху сталого розвитку і позиціонує себе як екологічний об'єкт.
На даний момент, в програмі бере участь 54 країни і 2500 об'єктів отримали нагороду програми «Зелений ключ». У 2011 році Radisson Blu Kyiv став першим готелем в Україні, який отримав нагороду програми «Зелений ключ».

## Критерії програми
Для всіх об'єктів — учасників програми обов'язковим є відповідність 60 міжнародним і національним критеріям, сфокусованим на екологічному менеджменті, підвищенні екологічної свідомості гостей, персоналу та постачальників, енерго- та водозбереження та ін. Критерії Зеленого ключа для України підготовлені на основі стандартних міжнародних критеріїв, а також державних ДСТУ. Такі ключові ідеї в діяльності програм FEE як роздільне збирання сміття, енергозбереження і забезпечення доступу для інвалідів, поступово входять в наше життя також і на законодавчому рівні.

## Перевага участі в програмі
Програма «Зеленій ключ» — це найбільш стара і перевірена міжнародна програма еко-маркування, представлена в Україні, яка дає конкурентну перевагу своїм учасникам-об'єктам туристичної інфраструктури (готелям, кемпінгам, пансіонатам, ресторанам та інш.). Програма націлена на підвищення екологічної свідомості персоналу і клієнтів, підвищення рівня використання стійких і раціональних методів роботи, впровадження екологічно відповідального бізнесу і зниження використання ресурсів та енергії. Участь у цій програмі направлено на збереження навколишнього середовища, а застосування принципів екологічного менеджменту призводить до економії за рахунок водо- і енергозбереження. З точки зору маркетингу, участь в програмі дозволяє підвищити іміджеву привабливість і залучити новий сегмент клієнтів, а партнерські програми дають можливість використання систем онлайн бронювання, орієнтованих на розвиток сталого туризму.

## Партнери програми
Партнерами програми  «Зелений ключ» на міжнародному рівні є ЮНЕСКО, United Nations Environment Programme (UNEP), Wourld Tourism Organisation (UNWTO), HOTREC, Rezidor Hotel Group, Starwood Hotels & Resorts Worldwide, Inc., Greentraveller і ін. Існують також угоди з системами онлайн бронювання, що спеціалізуються на «зелених» готелях про безкоштовне розміщення інформації про отелях- учасників програми.